# 拷秋勤
拷秋勤，台灣本土樂團，2003年成立，2014年起以公開評論時政而知名，2020休團重組、2022重新復出，現任團長J-CHEN與主唱Fish Lin、朱皮以1DJ&2MC組合。曲風以嘻哈為主，融入當地音樂元素。歌詞多以臺灣話、客家話，描述當地社會。

## 沿革
2003年由fishLIN、范姜成立，初代團員還有目前活躍於喜劇界的東區德日後因生涯規劃離團，2004年J.CHEN入團以雙MC加上DJ組合參與海洋音樂祭競賽。日後加入樂手阿雞及尤寶以嗩吶豐富作品。拷秋勤擅長結合西方嘻哈和台味樂器，唱出富有台灣風格的新型態音樂。饒舌歌詞則巧妙將台灣主要語言，包括台語、客語、國語等，融合在同一首歌中。拷秋勤強調以行動來實踐音樂創作，不只是社會運動的觀察者，更是參與者。 2007年入圍金曲獎最佳樂團／最佳台語專輯；2009年入圍金曲獎最佳樂團以及美國JPF Awards音樂大賞最佳混音、最佳團體肯定，是台灣樂團第一次在此獨立音樂大賞獲獎；2012年入圍金曲獎最佳專輯包裝獎/最佳台語專輯。2013年原團長范姜退團，於2015年加入新客語主唱朱皮。近幾年投入社會運動場合演出，部分團員另組樂團「勞動服務」以全台語創作並發行「海島聲事」專輯獲得金音獎。

## 成員
該樂團成員有fishLIN、朱皮、J.CHEN3個人。
- 魚仔林（英名fishLIN，本名林家鴻）原為該樂團詞曲創作者、臺語主唱，國立臺北科技大學建築學系、國立臺北藝術大學建築與文化資產研究所碩士班畢業，2019年4月13日退團[5]，2020年歸團。同時為勞動服務樂團Rapper、新北市立十三行博物館職員。
- 朱皮，本名朱品諭，在樂團裡為客家語主唱（北四縣腔），崇右影藝科技大學演藝學系畢業、中央大學客家語文研究所就學中，也在蘭花刀樂團任職。
- J.CHEN，又稱陳J威仲，本名陳威仲，品牌設計師，為該團DJ及品牌設計經營者，復興商工廣告設計科、和春技術學院多媒體設計學系畢業。亦為內地搖滾[6]創辦人、激進工作室負責人。他參與太陽花學運並於2014年參與肉身阻擋張志軍車隊被以妨礙自由、妨害公眾往來安全等罪嫌起訴，2017年二審獲判無罪。[7]

## 音樂風格
拷秋勤的音樂風格以嘻哈為主，融合許多台灣本土音樂元素，例如南管、北管、客家八音、歌仔戲、勸世歌、民謠等。曾發行一張獨立創作專輯，兩張正式專輯以及多張合輯。

## 爭議
該團反對核能，在台北小巨蛋參與第24屆金曲獎流行音樂類頒獎典禮時穿著反核衣走星光大道。

「只要遊行用這首歌當壓軸就會變成這樣！」魚仔林在演唱「官逼民反」之前，特別介紹了這首歌的「輝煌戰績」，他指出，包括2013年八月十八日農村陣線在凱道舉行「八一八拆政府」行動、2014年三月十八日立法院旁舉行「反黑箱服貿」晚會，都以這首歌作為壓軸曲，之後群眾分別佔領內政部和立法院。「不過還好我們今天不是壓軸，請警察先生不要緊張」，現場民眾則是邊笑邊拍手。
拷秋勤在臉書上批判第25屆金曲獎是「舔中舔不停的金曲之夜」，認為從主持人、文化局長（編註：應為文化部長）龍應台，一直到得獎者都在「親中」，直言這盛會就是「親中愛錢的藝人誰敢造次就完蛋」；認為主辦單位安排文化局長龍應台（應為文化部長）上台是在拍政府馬屁。獎項與表演部分，認為部份沒得獎的音樂人是因為其政治立場，批評本屆新人獎得獎者李榮浩是「一個誰也不認識，來自中國北京的朋友」，網路搜尋報導最多的竟是「歌曲涉嫌抄襲約翰·梅爾（John Mayer）」；表演者田馥甄也被罵改變唱腔、不停捲舌裝中國腔，像是「王炳忠上身」。

## 外部連結
- 拷秋勤 Kou Chou Ching的FB專頁 （页面存档备份，存于）
- KouChouChing - youtube官方頻道 （页面存档备份，存于）